# VI Premis Días de Cine
Els VI Premis Días de Cine foren atorgats pel programa de televisió Días de cine el 15 de gener de 2019. Els premis no tenen assignació econòmica, però no descarten «tenir-la en un futur». En aquesta edició, a més dels premis a la millor pel·lícula, millor actor i millor actriu espanyol i estranger, millor documental, el premi del públic, el premi "Ha Nacido una Estrella" i el premi Somos Cine, es van atorgar per primer cop els premis Elegidos para la gloria (premi d'honor), Vida en sombras (per a pel·lícules fora de norma i de gran qualitat), El resplandor (per un actor o actriu amb algun moment enlluernador en alguna actuació de secundari o de repartiment) i El futuro es mujer, per a una pel·lícula feta per i amb dones com a protagonistes. L'entrega es va fer a la Cineteca del Matadero Madrid presidida per Elena Sánchez Sánchez, presentadora del programa.

## Premiats
| Categoria                        | Premiat                        | Labor premiada                   |
| -------------------------------- | ------------------------------ | -------------------------------- |
| Millor documental                | Mudar la piel                  | Cristóbal Fernández i Ana Schulz |
| Millor pel·lícula espanyola      | Entre dos aguas                | Isaki Lacuesta                   |
| Millor pel·lícula estrangera     | Cold War                       | Paweł Pawlikowski                |
| Millor actriu espanyola          | Penélope Cruz                  | Todos lo saben                   |
| Millor actriu estrangera         | Margot Robbie                  | Jo, Tonya                        |
| Millor actor espanyol            | Antonio de la Torre            | La noche de 12 años El reino     |
| Millor actor estranger           | Harry Dean Stanton             | Lucky                            |
| Premi Ha Nacido una Estrella     | Eva Llorach                    | Quién te cantará                 |
| Premi Somos Cine                 | Another Day of Life            | Raúl de la Fuente i Damian Nenow |
| Premi del Públic                 | Campeones                      | Javier Fesser                    |
| Premi Vida en Sombras            | The Man Who Killed Don Quixote | Terry Gilliam                    |
| Premi El Resplandor              | Luis Zahera                    | El reino                         |
| Premi Elegidos para la gloria    | José Sacristán                 | per la seva carrera              |
| Premi El futuro es mujer         | Carmen y Lola                  | Arantxa Echevarría               |
| Premi millor edició DVD/Blue ray | Vida en sombras                | Llorenç Llobet-Gràcia            |